# Рокитянський Ігор Іванович
Ігор Іванович Рокитянський (10 липня 1931 року, Ленінград, СРСР) — радянський та український геофізик широкого профілю, теоретик та практик використання геоелектромагнітних полів для дослідження кори та мантії Землі, професор (2013), доктор фізико-математичних наук (1976, геофізика), лауреат Державної премії України (2005).

## Біографія
Батьки були хіміками. Мати росіянка, батько українець.
Альма-матер: фізичний факультет Ленінградського Державного Університету, вступив у 1948, закінчив у 1953 за спеціальністю геофізика.
Дружина — Рокитянська Деллі Олександрівна (1931—2006), геофізик. Сини: Олександр (1955-), геофизик і Яков (1964—2017), поет.

#### Інститут фізики Землі (ІФЗ) АН СРСР, Москва.
1953—1956 аспірант, у 1957 захистив дисертацію на тему «Викликана поляризація іонопровідних порід» і отримав наукове звання кандидату фіз.-мат. наук.
1957—1965 науковий співробітник ІФЗ, активний учасник Міжнародного Геофізичного Року (МГР). 3 роки проводить спостереження варіацій електричного і магнітного поля на обсерваторії Алушта, проводить польові спостереження уздовж контакту суші та моря, аналізує отримані записи та робить перші відкриття: поведінка електромагнітного поля на анізотропному і неоднорідному масиві та береговий ефект. Із 1961 по 1965 працює на обсерваторії Борок, де зосереджено обробку всіх електромагнітних обсерваторій, включаючи антарктичні. Головна ціль — дослідження джерела варіацій, що розміщується на висотах іоносфери та магнітосфери. Ігор Іванович бере участь у всіх роботах, але його головний інтерес — використання цих варіацій для вивчення будови Землі. Йому доручають виконання урядових завдань щодо спостереження електромагнітних ефектів ядерних вибухів: радянських під Семипалатинськом, американських — із Камчатки та із Куби. На Кубі був у 1963-64 у розпал Карибської кризи (зустрічався із Че Геварою). Треба було створити постійну обсерваторію, тобто знайти місце без завад, обладнати приміщення, встановити і налаштувати апаратуру та найскладніше — навчити кубинських «неспеціалістів» (спеціалістів не знайшлось) працювати на цьому обладнанні. Все було виконано.
У 1965 йому доручили курирувати новий напрямок, що стрімко розвивався у ІФЗ — прогноз землетрусів. Однак Ігор Іванович відмовився, він хотів розвивати дослідження земної кори та мантії і переїхав до Києва.

#### Інститут геофізики (ІГФ) АН УРСР, Київ.
1965—1992. Старший, потім провідний науковий співробітник та завлаб. Тема: вивчення електропровідності земної кори та верхньої мантії. Завдання: розробка оптимальних методів та їх використання для отримання достовірної інформації щодо місцезнаходження і параметрів аномалій електропровідності. Щорічно 2-4 місяці польові роботи, інший час — вивчення літератури, розрахунки, моделювання, обробка польових спостережень, планування нових робіт. По темі написано більше ніж 100 наукових статей і 4 одноосібні монографії.
У 1974 захистив дисертацію «Дослідження аномалій електропровідності методом магнітоваріаційного профілювання» на ступінь доктора фіз-мат наук.
У 1992 після досягнення пенсійного віку був відправлений на пенсію.
У 1992-94 працював у фірмі «Атон» провідним науковим співробітником із езотеричної тематики.
У 1994-98 працював у «Національному НДЦ оборонних технологій та військової безпеки України» головним науковим співробітником із завданням дослідити можливості геофізичної зброї.
У 1999 працював у «Інституті фізики твердої Землі» Афінського університету професором-візитером із тематики прогнозу землетрусів.
У 2001—2003 працював у Інституті магнетизму НАНУ старшим науковим співробітником із прогнозу землетрусів.
Із 2004 по теперішній час знову у ІГФ НАНУ старшим науковим співробітником з низки минулих тем, також із електропровідності Місяця та з північно-південної асиметрії фігури Землі та планет.
У 1998—2009 роках — член Американського Геофізичного Союзу AGU, від 1995-го — член Міжнародної Академії Інформатизації.
Лауреат Державної премії України в галузі науки і техніки (2005) — за цикл наукових праць «Розв'язання проблем раціонального природокористування методами аерокосмічного зондування Землі та моделювання геодинамічних процесів»., співавтори Греков Леонід Дмитрович, Довгий Станіслав Олексійович, Коротаєв Геннадій Костянтинович, Мотижев Сергій Володимирович, Паталаха Євген Іванович, Попов Михайло Олексійович, Сахацький Олексій Ілліч, Трофимчук Олександр Миколайович, Федоровський Олександр Дмитрович.

## Наукові інтереси та досягнення
1. Викликана поляризація осадових порід: лабораторний експеримент і його теоретичне пояснення.1,2)
2. Геоелектромагнітні дослідження.
  - Береговий ефект у варіаціях електромагнітного поля Землі3).
  - Виявлення статичного зсуву кривих магнітотелуричного зондування (МТЗ), його теоретичне пояснення та розробка способів його усунення5,9,12).
  - Аналіз можливостей методу магнітоваріаційного зондування (МВЗ)6,11).
  - Побудова кривої глобального МВЗ у діапазоні періодів 6 годин — 11 років із оцінкою невизначеності та її геотермічна інтерпретація, що показала, що у верхній мантії переважає конвективний теплоперенос7,12).
  - Проаналізовано співвідношення індуктивного та кондуктивного збурення аномальних полів на літосферних аномаліях електропровідності, показано, що кондуктивний механізм переважає і для нього створена теорія, що дозволяє за частотною характеристикою аномального поля визначити сумарну поздовжню провідність аномального тіла8,9,10).
  - Запропонував оптимальну методологію взаємодії трьох основних методів геоелектрики: МВЗ, магнітоваріаційного профілювання (МВП) та МТЗ, поєднавши їх загальним терміном «геоелектромагнітні дослідження»4,12). Обґрунтував більш високу достовірність магнітоваріаційних методів та рекомендував використовувати результати МВЗ та МВП як свого роду апріорні дані для подальшої більш детальної інтерпретації даних МТЗ.
  - МВП достовірно визначає існування аномалії електропровідності (або її відсутність), її місцезнаходження, максимально можливу глибину центру аномальних струмів (за профільними кривими) та для витягнутих аномалій — сумарну поздовжню провідність аномалії (за її частотною характеристикою). МТЗ необхідне для визначення глибини верхньої кромки аномалії.9,12)
  - Щорічно беручи участь у польових роботах, Ігор Іванович виробив оптимальну методику швидкого простеження аномалії малими силами. Він виявив та оконтурив наступні аномалії: Кіровоградська, Ладозька, Ільменська, Московсько-Тамбовська, Кавказька, Тиманська, Авачинська, Донбаська, виявив відсутність аномалії на Полярному Уралі, де наявність аномалії очікувалася. Для цих та інших опублікованих аномалій він визначив вище перераховані параметри, якщо наведені дані це дозволяли. Ігор Іванович запропонував 3 варіанти класифікації аномалій. Аналізуючи дані інших геофізичних методів та геологічну приуроченість він робив припущення про ймовірну природу аномалій.9,12)
3. Вивчення північно-південної асиметрії розподілу суходолу та моря у межах Причинної або Несиметричної механіки Н. А. Козирєва, але з новою фізичною основою цієї механіки як сумарного ефекту ієрархії космологічних обертань, що визначає абсолютну швидкість руху Землі, яка вимірюється за дипольною частиною фонового радіовипромінення 13,14). Проаналізовані лабораторні експерименти Козирєва із несиметричної механіки, що були виконані в умовах сильних завад, та сформульовані вимоги до експериментів, які зможуть надійно визначити, чи є правильною Несиметрична механіка15).
4. Аналіз особливостей просторово-часового розподілу передвісників землетрусів16) та визначення електромагнітних передвісників конкретних землетрусів, наприклад Тохоку, 201117).

## Основні друковані праці
1. Рокитянский И. И. Лабораторное изучение вызванной поляризации осадочных пород // Изв. АН СССР, серия геофиз. — 1957. — № 2. — С. 217—227.
2. Рокитянский И. И. О природе вызванной поляризации ионопроводящих пород // Изв. АН СССР, серия геофиз. — 1959. — № 7. — С. 1056—1060.
3. Рокитянский И. И. Береговой эффект в вариациях электромагнитного поля Земли // Изв. АН СССР, серия геофиз. — 1963. — № 12. — С. 1814—1822.
4. Рокитянский И. И. Исследование глубинной электропроводности //Геофиз. сб. АН УССР– 1970. — № 38. — С. 102—106
5. Рокитянский И. И. Глубинные магнитотеллурические зондирования при наличии искажений от горизонтальных неоднородностей // Геофиз. сб. АН УССР — 1971. — № 43.  — С. 71-77.
6. Рокитянский И. И. О возможностях метода магнитовариационного зондирования // Геомагнетизм и аэрономия, АН СССР– 1968. — 8, № 4. — С.755-759.
7. Рокитянский И. И. Некоторые оценки электропроводности и температуры верхней мантии по магнитовариационным данным // Доклады АН СССР. — 1971. — 198, № 2. — С. 337—340.
8. Рокитянский И. И. Геофизические методы магнитовариационного зондирования и профилирования // Киев: Наукова думка — 1972. –226 С.
9. Рокитянский И. И. Исследование аномалий электропроводности методом магнитовариационного профилирования // Киев: Наукова думка. — 1975a. — 296с.
10. Rokityansky I.I. The interpretation of anomalous fields by using their frequency characteristics // Phys. Earth Planet. Int.– 1975b. — 10. — Р. 271—281.
11. Рокитянский И. И. Индукционное зондирование Земли // Киев: Наукова думка. — 1981. — 296 с.
12. Rokityansky I.I. Geoelectromagnetic investigation of the Earth's crust and upper mantle. Berlin-Heidelberg-New York: Springer Verlag. –1982. — 381p.
13. Рокитянский И. И. Причинная механика Козырева и её геофизические следствия // Геофиз. журн. — 2008. — 30, № 6. — С. 51-75
14. Rokityansky I.I. North-South asymmetry of planets as effect of Kozyrev's causal asymmetrical mechanics // ActaGeod. Geoph. Hung. — 2012. — 47(1). — P.101-116.
15. Рокитянский И. И. Несимметричная механика Козырева. Проблемы исследования Вселенной, 39(3). 318—329 (2020).
16. Rokityansky I.I. Spatial selectivity of earthquake's precursors // Phys. Chem. Earth — 2006. — 31. — P. 204—209.
17. Igor I. Rokityansky, Valeriia I. Babak and Artem V. Tereshyn (September 27th 2019). Low-Frequency Electromagnetic Signals Observed before Strong Earthquakes [Online First], IntechOpen, DOI: 10.5772/intechopen.88522.

- жирним шрифтом надано монографії.
Загальна кількість опублікованих наукових робіт більше 250 та 7 монографій.